# Estela Falocco
Estela María Falocco (La Plata, 1940) es una deportista argentina, especializada en natación adaptada, que se ha destacado por ser una de las medallistas paralímpicas de ese país. Falocco ganó tres medallas de plata en los Juegos Paralímpicos de Tokio 1964. Falocco además es abogada y escribana, especialista en derechos de las personas con discapaciadad y activa en la organización gremial de los escribanos.

## Carrera deportiva

### Juegos Paralímpicos de Tokio 1964
| Natación Mujeres 50 m pecho clase espacial | Natación Mujeres 50 m pecho clase espacial | Natación Mujeres 50 m pecho clase espacial | Natación Mujeres 50 m pecho clase espacial | Natación Mujeres 50 m pecho clase espacial |
|                                            | Nadadora                                   | País                                       | Tiempo                                     |                                            |
| ------------------------------------------ | ------------------------------------------ | ------------------------------------------ | ------------------------------------------ | ------------------------------------------ |
| 1                                          | Silvia Cochetti                            | Argentina                                  | 1:08.10                                    |                                            |
| 2                                          | Estela Falocco                             | Argentina                                  | 1:36.00                                    |                                            |
| 3                                          | Amelia Mier                                | Argentina                                  | 2:07.90                                    |                                            |
| Fuente: IPC.                               |                                            |                                            |                                            |                                            |

| Natación Mujeres 50 m libre boca arriba clase especial | Natación Mujeres 50 m libre boca arriba clase especial | Natación Mujeres 50 m libre boca arriba clase especial | Natación Mujeres 50 m libre boca arriba clase especial | Natación Mujeres 50 m libre boca arriba clase especial |
|                                                        | Nadadora                                               | País                                                   | Tiempo                                                 |                                                        |
| ------------------------------------------------------ | ------------------------------------------------------ | ------------------------------------------------------ | ------------------------------------------------------ | ------------------------------------------------------ |
| 1                                                      | Silvia Cochetti                                        | Argentina                                              | 1:05.70                                                |                                                        |
| 2                                                      | Estela Falocco                                         | Argentina                                              | 1:17.90                                                |                                                        |
| 3                                                      | Amelia Mier                                            | Argentina                                              | 1:02.20                                                |                                                        |
| Fuente: IPC.                                           |                                                        |                                                        |                                                        |                                                        |

| Natación Mujeres 50 m libre boca abajo clase especial | Natación Mujeres 50 m libre boca abajo clase especial | Natación Mujeres 50 m libre boca abajo clase especial | Natación Mujeres 50 m libre boca abajo clase especial | Natación Mujeres 50 m libre boca abajo clase especial |
|                                                       | Nadadora                                              | País                                                  | Tiempo                                                |                                                       |
| ----------------------------------------------------- | ----------------------------------------------------- | ----------------------------------------------------- | ----------------------------------------------------- | ----------------------------------------------------- |
| 1                                                     | Silvia Cochetti                                       | Argentina                                             | 0:46.70                                               |                                                       |
| 2                                                     | Estela Falocco                                        | Argentina                                             | 1:04.40                                               |                                                       |
| 3                                                     | Amelia Mier                                           | Argentina                                             | 1:05.40                                               |                                                       |
| Fuente: IPC.                                          |                                                       |                                                       |                                                       |                                                       |